# Vallée de la mort (Bydgoszcz)
La Vallée de la mort (polonais : Dolina Śmierci) à Bydgoszcz, dans le nord de la Pologne, est un site d'exécutions de masse établi par les nazis au début de la Seconde Guerre mondiale et un charnier de 1 200 à 1 400 Polonais et Juifs assassinés en octobre et novembre 1939 par les Selbstschutz et la Gestapo,. Les meurtres faisaient partie de l'Intelligenzaktion en Poméranie, une action nazie visant à éliminer l'intelligentsia polonaise dans le Reichsgau Danzig Westpreußen, qui comprenait l'ancienne voïvodie de Poméranie (« couloir polonais »). Cela faisait partie d'une action génocidaire plus vaste qui se déroula dans la totalité de la Pologne occupée par l'Allemagne, sous le nom de code d'opération Tannenberg. 

## Histoire

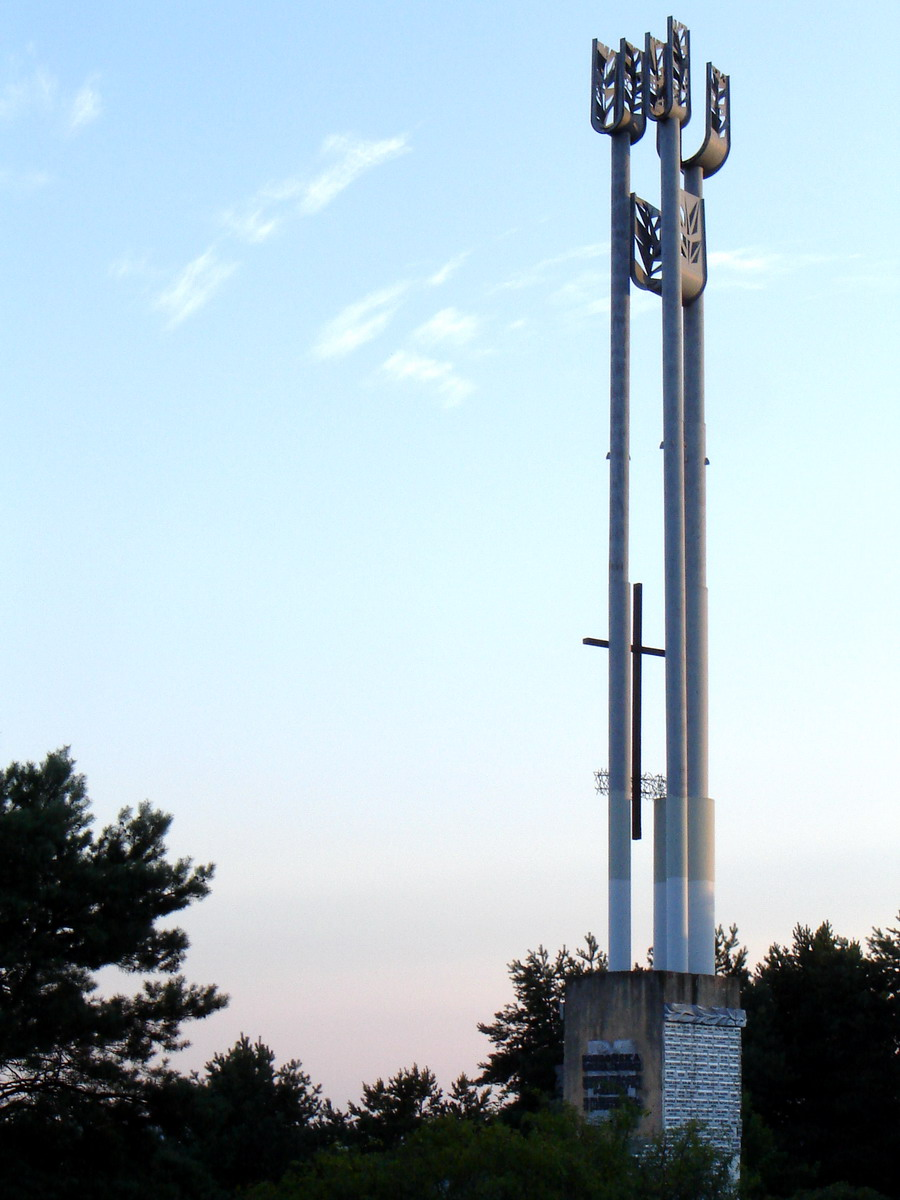
Mémorial aux assassinés dans la vallée de la mort.

Les victimes, principalement de l'intelligentsia polonaise : enseignants, prêtres, employés de bureau, figuraient sur le soi-disant Sonderfahndungsbuch Polen (une liste de personnes destinées à être exécutées, dressée par des fonctionnaires du Troisième Reich avant la Seconde Guerre mondiale) et une liste ultérieure établie par la Gestapo pendant la guerre. 
Les auteurs étaient principalement des nouveaux bataillons de la Selbstschutz, appelés Volksdeutscher Selbstschutz, une formation paramilitaire de tireurs civils composés d'hommes de la minorité allemande de la Pologne d'avant-guerre, ainsi que l'Einsatzkommando 16 des Einsatzgruppen sous le commandement du SS-Sturmbannführer Rudolf Tröger. Entre septembre 1939 et avril 1940, la Selbstschutz — avec d'autres formations nazies — assassina des dizaines de milliers de Polonais en Poméranie.   
Les enquêtes établies indiquent que Ludolf von Alvensleben et Jakub Löllgen sont les principaux organisateurs des meurtres de masse. Parmi les nombreux autres Allemands impliqués dans les crimes on peut citer les SS-Sturmbannführer Erich Spaarmann, Meier, Schnugg, SS-Sturmbannführer Rudolf Tröger, SS Baks, et un certain nombre de Volksdeutsche dont Wilhelm Neumann, Herbert Beitsch, Otto Erlichmann (maire nazi de Fordon) et Walter Gassmann. 
Deux autres villages dans la région de Bydgoszcz ont également servi de lieu de massacres pour les nazis, il s'agit de Tryszczyn et Borówno.